# Juriy Cannarsa
Juriy Cannarsa (Turim, 22 de abril de 1976) é um ex-futebolista e treinador de futebol italiano que atuava como lateral-direito. Atualmente está sem clube.

## Carreira de jogador
Revelado pelo Pescara em 1994, Cannarsa teve mais destaque atuando pelo Livorno, entre 2000 e 2004, tendo feito 124 jogos oficiais pelo clube Amaranto e marcado 3 gols. Pela Reggina, ele faria suas 2 únicas temporadas pela primeira divisão italiana (2004 a 2006), disputando 41 partidas.
Passou também por Fermana, Frosinone, Salernitana, Arezzo, Savona, Rodengo Saiano, Rosignano (onde chegou a trabalhar como técnico interino, em 2011) e Forcoli, seu último clube na carreira, encerrada em 2014.

## Carreira como treinador
Depois de encerrar a carreira de jogador, Cannarsa trabalhou como técnico das categorias de base do Livorno antes de ser promovido a auxiliar-técnico do time principal em janeiro de 2015. Voltaria a comandar os juniores do Livorno entre 2016 e 2021, quando teria sua primeira experiência como técnico em uma equipe profissional no Apolonia Fier.
Pelo clube albanês, foram 28 jogos em uma temporada, deixando o cargo em 2022.

## Título
Livorno
- Série C1: 2001–02